# 大愚宗築
大愚宗築（たいぐそうちく、天正12年（1584年） - 寛文9年7月6日（1669年8月2日））は、美濃国出身の臨済宗の僧侶。江戸時代前期、妙心寺派の復興に尽力したことで知られる。
天正12年（1584年）、美濃国武儀郡で出生する。文禄3年（1594年）11歳のときに美濃国乾徳寺において、南泉寺3世状元祖光により出家する。師の亡き後はその法嗣で兄弟子でもある美濃国南泉寺4世智門玄祚について学んだ。また、妙心寺雑華院の一宙東黙の下にも参禅している。
慶長11年（1606年）、愚堂東寔や雲居希膺らとともに虎哉宗乙などの当時の名だたる禅僧の下を訪れるため諸国を行脚した。元和年間までに智門玄祚より印可を得て日暮里に南泉寺を開くが、美濃国南泉寺に移り5世住持となる。さらに近江国円教寺をはじめ、播磨国法幢寺、但馬国大明寺を再興するなど、妙心寺派の法灯を広めることに尽力した。明暦2年（1656年）に福井藩主松平光通の知遇を得て大安寺の開山として招かれる。その生涯に開創や再興した寺は、大愚下三十六刹と呼ばれるほど多かった。寛文6年（1666年）、諸相非相禅師の号を朝廷より賜る。
寛文9年（1669年）、大安寺にて示寂した。語録に大愚和尚語録がある。

## 参考資料
- 『新版禅学大辞典』
- 『妙心寺 650年の歩み』